# Benigno Zenteno
Benigno Zenteno (Zacatelco, Tlaxcala, ¿? - ¿?) fue un militar mexicano quién participó en la Revolución mexicana bajo los lineamientos del movimiento maderista. A principios de 1911 logró controlar la cuenca del Río Atoyac. En junio de 1911 reclamó la ciudad de Tlaxcala expresando tomarla «a sangre y fuego» si las fuerzas porfiristas se negaban a hacerlo.